# محل يحي (فرع العدين)

تعديل مصدري - تعديل

محل يحي محلة تابعة لقرية البادية، التابعة لعزلة المسيل بمديرية فرع العدين إحدى مديريات محافظة إب في الجمهورية اليمنية، بلغ تعداد سكانها 233 حسب تعداد اليمن لعام 2004.